# Lambda (cráneo)
Lambda es un punto craneométrico situado en la intersección de la sutura sagital y la sutura lambdoidea articulado con los parietales y occipital de forma escamosa. Debe su nombre a la letra griega lambda. En el recién nacido esta parte del cráneo se denomina fontanela posterior, es pequeña (habitualmente menor de 1cm.) y tiene forma triangular.